# Cyclichthys spilostylus

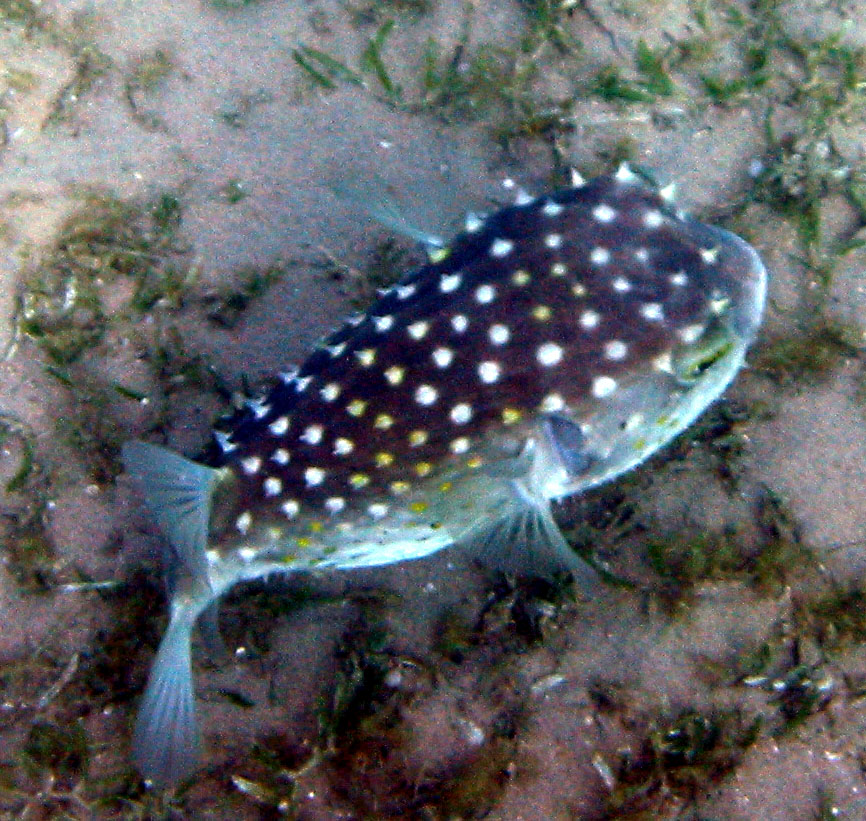
Exemplar a Taba, al golf d'Àqaba

Cyclichthys spilostylus és una espècie de peix de la família dels diodòntids i de l'ordre dels tetraodontiformes.

## Morfologia
- Els mascles poden assolir 34 cm de longitud total.[6]

## Alimentació
Menja invertebrats de closca dura.

## Hàbitat
És un peix marí, de clima tropical i associat als esculls de corall que viu entre 3-90 m de fondària.

## Distribució geogràfica
Es troba des del Mar Roig fins a Sud-àfrica, el sud del Japó, les Filipines, Austràlia i Nova Caledònia. També és present a les Illes Galápagos i Israel.

## Costums
És actiu durant la nit.